# Stijn Van Opstal
Stijn Van Opstal (1976) is een Vlaams acteur.
Hij studeerde in 1998 af aan de Studio Herman Teirlinck, in het jaar van onder meer Tom Dewispelaere, Ben Segers en Geert Van Rampelberg. Met deze drie studiegenoten richtte hij het theatergezelschap Olympique Dramatique op. In het theater speelde hij onder meer in de producties Kaspar, De gebroeders Leeuwenhart, De geruchten, Adams appels en Bij het kanaal naar links.
Hij speelde in de langspeelfilms S. en Dossier K. en had een rol met zijn theatercompagnons in de televisieserie De Parelvissers. Zijn eerste televisieoptreden was in de serie Recht op Recht. Hij had eveneens een terugkerende gastrol als de zware crimineel Dimitri Alva in het zesde seizoen van de VTM-televisieserie Zone Stad. In het voorjaar van 2013 was hij te zien in de VIER-serie Met man en macht. Hij speelde ook in verscheidene kortfilms.
Stijn Van Opstal heeft in zijn relatie met Sarah Vangeel twee kinderen. Van Opstal groeide op in Beerse.

## Tv en film

### Tv-series
- Over water  (serie 2 - 2020) - Wim Van Cauwenberghe
- Tabula rasa (2017) - Benoit D'Haeze
- Ontspoord (2013) - Bernard
- Safety First (2013) - Erik
- Met man en macht (2013) - Ludo Jacobs
- Salamander (2013) - Meneer Walters
- Zone Stad (2010-2011) - Dimitri Alva
- De Parelvissers (2006) - Lucas Blommaert
- De vloek van Vlimovost (2006)
- Recht op Recht (2001-2002) - Stef Molenaar / Tommy Van Lebbeek
- Windkracht 10  (1998) - Brandweerman

### Kortfilms
- Rosa, zusje van Anna (2012) - Vader
- Een kleine duw (2009) - Meester Wim
- Nowhere Man (2008) - Man met baard
- Het ruikt hier naar stront (2006) - Cliff Heylen
- Blind Date (2001)
- Dialing the Devil (2001)
- Fade out (2000) - Steve
- Striker Bob (1997) - Tony

### Films
- Nr. 10 (2021) - Breslauer
- De premier (2016) - Chauffeur van de premier
- Dossier K. (2009) - wetenschapper
- S. (1998)